# Ascalaphe bariolé
Libelloides macaronius
Espèce
Libelloides macaronius, l’ascalaphe bariolé, est une espèce d'insectes névroptères de la famille des ascalaphidés (Ascalaphidae), les ascalaphes en français, appartenant au genre Libelloides.
Cette espèce a été décrite en 1763 par le naturaliste Giovanni Antonio Scopoli (1723-1788), correspondant de Carl von Linné (1707-1778).

## Description
L'ascalaphe bariolé ressemble à l'ascalaphe commun (Libelloides longicornis) ; la base des ailes antérieures est dépourvue de la zone allongée brun foncé de ce dernier (photo ci-contre et photo référence p. 105).

## Distribution
Selon BioLib (15 aout 2018) : 
Autriche, Croatie, Grèce, Hongrie, Italie, Monténégro, Pologne, République tchèque.